# Chaloenus latifrons
Chaloenus latifrons is een keversoort uit de familie bladkevers (Chrysomelidae). De wetenschappelijke naam van de soort werd in 1861 gepubliceerd door John Obadiah Westwood.